# Ledebouria revoluta
Ledebouria revoluta là một loài thực vật có hoa trong họ Măng tây. Loài này được (L.f.) Jessop mô tả khoa học đầu tiên năm 1970.